# Les Sims 4 : Vampires
Les Sims 4 : Vampires (The Sims 4: Vampires) est le quatrième pack de jeu créé pour Les Sims 4. Il a été annoncé le 10 janvier 2017 et est sorti le 24 janvier 2017 uniquement en version numérique. Il est aussi sorti sur PS4 et Xbox One le 17 novembre 2017.

## Description
Dans ce nouvel opus, le joueur peut transformer les Sims en vampires et ainsi vivre éternellement. Les Sims vampires possèdent des pouvoirs surnaturels, comme la possibilité de contrôler l'esprit des humains et de boire leur sang. Les Sims peuvent emménager à Forgotten Hollow, et y construire leur propre demeure afin de côtoyer d'autres immortels.

## Nouveautés
Les vampires constituent la principale nouveauté de ce nouvel opus. Ils ont leurs motivations et leurs besoins propres, qui tournent principalement autour du plasma, des pouvoirs et du sommeil. Le plasma est la boisson des vampires et il en existe différentes variétés. Les Sims peuvent acheter des packs de plasma ou faire pousser des plasmafruits pour une solution à plus long terme. Il est également possible de prendre le plasma des Sims pendant qu'ils dorment ou leur demander gentiment.
Les vampires ont des pouvoirs. Ces pouvoirs permettront de transformer d'autres Sims en vampires, de se déplacer sous différentes formes et plus encore. Les vampires peuvent avoir deux formes : standard et sombre. S'ils disposent des deux, les Sims pourront prendre la Forme sombre pour effectuer des actions de vampire. Les vampires risquent de prendre feu à la lumière du jour. Les Sims peuvent naître vampires, mais ils ne développent des pouvoirs qu'à l'âge de l'adolescence.
Forgotten Hollow est le nouveau monde de nouvel opus. Très différent des précédents mondes du jeu Les Sims 4, il est particulièrement adapté aux vampires puisque les nuits y durent plus longtemps. Les Sims vampires pourront éviter la lumière du jour en jouant de l'orgue, une nouvelle compétence.